# Bistum Puerto Plata
Das Bistum Puerto Plata (lat.: Dioecesis Portus Argentarii, span.: Diócesis de Puerto Plata) ist eine in der Dominikanischen Republik gelegene römisch-katholische Diözese mit Sitz in Puerto Plata. 

## Geschichte
Das Bistum wurde am 16. Dezember 1996 durch Papst Johannes Paul II. mit der Päpstlichen Bulle Ad perpetuam rei memoriam aus Gebietsabtretungen des Erzbistums Santiago de los Caballeros errichtet und diesem als Suffraganbistum unterstellt.

## Bischöfe von Puerto Plata
- Gregorio Nicanor Peña Rodríguez, 1996–2004, dann Bischof von Nuestra Señora de la Altagracia en Higüey
- Julio César Corniel Amaro, seit 2005

## Weblinks

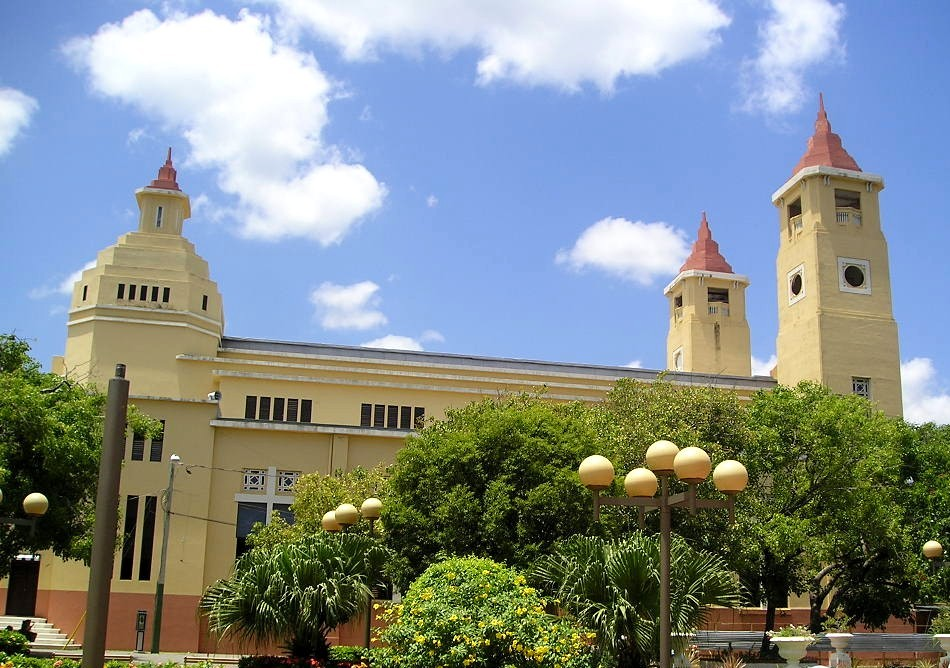
Kathedrale San Felipe Apóstol in Puerto Plata